# Rue de Saverne (Nantes)
Pour les articles homonymes, voir Rue de Saverne.
La rue de Saverne est une voie de Nantes, en France.

## Situation et accès
Située dans le centre-ville de Nantes, la rue de Saverne, qui relie la rue de Mayence à la rue Fouré, est bitumée et ouverte à la circulation automobile de manière unidirectionnelle (dans le sens inverse à la numérotation des immeubles). Elle ne rencontre aucune autre voie.

## Origine du nom
La voie  rend souvenir de la ville alsacienne de Saverne perdue lors de la guerre de 1870.

## Historique
Son nom lui a été attribué en 1901.